# Liste der Kulturdenkmäler in Rosenheim (Landkreis Altenkirchen)
In der Liste der Kulturdenkmäler in Rosenheim (Landkreis Altenkirchen) sind alle Kulturdenkmäler der rheinland-pfälzischen Ortsgemeinde Rosenheim (Landkreis Altenkirchen) aufgelistet. Grundlage ist die Denkmalliste des Landes Rheinland-Pfalz (Stand: 4. Mai 2023).

## Einzeldenkmäler
| Bezeichnung                       | Lage                                  | Baujahr         | Beschreibung                                                                                        | Bild                           |
| --------------------------------- | ------------------------------------- | --------------- | --------------------------------------------------------------------------------------------------- | ------------------------------ |
| Grabmal                           | Friedhofstraße, auf dem Friedhof Lage | um 1900         | Grabmal Familie Johann Peter Scholl, neugotisch, um 1900                                            | weitere Bilder Fotos hochladen |
| Hofanlage                         | Kirchstraße 4 Lage                    | 18. Jahrhundert | Winkelhof; Fachwerkhaus, teilweise massiv, 18. Jahrhundert, Fachwerkscheune, spätes 19. Jahrhundert | weitere Bilder Fotos hochladen |
| Katholische Pfarrkirche St. Jakob | Wissener Straße, Kirchstraße Lage     | 1904–06         | neugotischer Bau, 1904–06, Architekt A. H. Ritzefeld, Bonn-Beuel                                    | weitere Bilder Fotos hochladen |